# Sparta Śrem (żużel)
Sparta Śrem – polski klub żużlowy ze Śremu.
Przed reorganizacją polskiego sportu, która miała miejsce na przełomie lat 40. i 50., funkcjonował w ramach sekcji motorowej Śremskiego Klubu Sportowego, natomiast po reorganizacji najpierw w ramach Zrzeszenia „Gwardia”, a później w ramach Zrzeszenia „Sparta”, przy której to nazwie pozostał również po „odwilży”.
W rozgrywkach ligowych na szczeblu centralnym brał udział w latach 1956–1964.

## Historia
W maju 1946 roku przy Śremskim Klubie Sportowym powstała sekcja motorowa. W latach 1948–1955 klub występował wyłącznie w zawodach amatorskich, z tego przez sześć sezonów w ramach rozgrywek Poznańskiej Ligi Okręgowej Drużynowych Mistrzostw Polski maszyn przystosowanych, w latach 1951-1954 pod nazwą Gwardii, a od 1955 pod szyldem Sparty. Na ten okres przypadają największe sukcesy klubu, który w 1951 wygrał rozgrywki PLO wspólnie z Włókniarzem Piła, zwycięzcą "Grupy A" (nie rozegrano bowiem meczu finałowego o tytuł mistrza PLO), a w 1952 został mistrzem Wielkopolski i wicemistrzem strefy zachodniej DMP maszyn przystosowanych. W sezonie 1952 rozgrywki te zostały bowiem zorganizowane przez Polski Związek Motorowy według formuły eliminacji regionalnych, podzielone na 4 strefy (północną, południową, zachodnią i wschodnią), które z kolei były podzielone na okręgi (strefa zachodnia dzieliła się na okręgi poznański, zielonogórski, wrocławski i opolski). Drużyna śremska jako mistrz okręgu poznańskiego uzyskała awans do finału strefy zachodniej, w którym uległa Stali Zielona Góra. 
Począwszy od sezonu 1956 klub występował już w regularnej lidze żużlowej, w najniższej klasie rozgrywkowej. Dzięki masowej produkcji motocykla FIS, skonstruowanego w 1954 przez WSK Rzeszów, możliwe stało się bowiem zarówno tworzenie nowych drużyn, jak i reaktywowanie bądź zgłoszenie do regularnych rozgrywek ligowych klubów żużlowych startujących dotąd amatorsko na maszynach przystosowanych. Jednym z takich klubów była Sparta Śrem. Akces do rozgrywek zgłosiły 24 drużyny, w związku z czym II ligę podzielono na dwie grupy - Sparta została zakwalifikowana do "Grupy Północ". Różnica poziomów między poszczególnymi zespołami w obu grupach II ligi była na tyle duża, że przed kolejnym sezonem dokonano reorganizacji rozgrywek, zmniejszając II ligę do 8 zespołów. Drużyny, które w poprzednim sezonie zajęły miejsca 5-8 w grupach II ligi, zostały przeniesione do nowo utworzonej III ligi. Los ten spotkał również ekipę śremską. Sparta Śrem miała nigdy nie uzyskać awansu z najniższej klasy rozgrywkowej (po sezonie 1959 zlikwidowano III ligę), ani nie odnieść znaczącego sukcesu w zawodowym sporcie żużlowym.
W sezonie 1962 zrezygnowała z rozegrania kilku ostatnich spotkań, oddając je walkowerami, i zajęła ostatnie miejsce. Rok później po dwóch pierwszych kolejkach nieoczekiwanie objęła prowadzenie w tabeli II ligi (po zwycięstwach z Motorem Lublin i w Opolu z Kolejarzem), w czym dopomogła jej kapryśna wiosenna pogoda - jako jedyna drużyna rozegrała oba spotkania. Wkrótce wszystko jednak wróciło do normy, a Sparta do roli ligowej "czerwonej latarni". Wobec coraz gorszych wyników (ostatnie miejsca w trzech ostatnich latach swoich startów) wycofała się z rozgrywek po rozegraniu 10. rundy sezonu 1964, a ostatnim w dziejach śremskiego żużla meczem okazało się spotkanie przed własną publicznością z Motorem Lublin. Najlepszy zawodnik Sparty, Zbigniew Flegel, po rozwiązaniu sekcji wzmocnił zespół Unii Tarnów.

## Sezony
| Sezon | Rozgrywki ligowe | Rozgrywki ligowe        | Rozgrywki ligowe | Rozgrywki ligowe | Uwagi                                                                           |
| Sezon | Liga             | Liga                    | Miejsce          | Miejsce          | Uwagi                                                                           |
| ----- | ---------------- | ----------------------- | ---------------- | ---------------- | ------------------------------------------------------------------------------- |
| 1956  | II               | II liga (gr. „północ”)  | 5/8              | 5/8              | Spadek w wyniku reorganizacji rozgrywek – podjęto decyzję o utworzeniu III ligi |
| 1957  | III              | III liga (gr. „północ”) | 3/5              | 3/5              |                                                                                 |
| 1958  | III              | III liga                | 5/10             | 5/10             |                                                                                 |
| 1959  | III              | III liga                | 4/8              | 4/8              | Awans w wyniku reorganizacji rozgrywek – podjęto decyzję o likwidacji III ligi  |
| 1960  | II               | II liga                 | 9/11             | 9/11             |                                                                                 |
| 1961  | II               | II liga                 | 8/11             | 8/11             |                                                                                 |
| 1962  | II               | II liga                 | 12/12            | 12/12            |                                                                                 |
| 1963  | II               | II liga                 | 12/12            | 12/12            |                                                                                 |
| 1964  | II               | II liga                 | –                | 12/12            | Klub wycofał się z rozgrywek                                                    |

| Poziom ligowy | Liczba sezonów | Sezony          |
| ------------- | -------------- | --------------- |
| II            | 5              | 1956, 1960–1963 |
| III           | 3              | 1957–1959       |